# Austroglanis gilli
Austroglanis gilli és una espècie de peix de la família dels austroglanídids i de l'ordre dels siluriformes.

## Morfologia
- Els mascles poden assolir 12,7 cm de longitud total.[2][3]

## Alimentació
Menja insectes i d'altres petits invertebrats.

## Hàbitat
És un peix d'aigua dolça i de clima subtropical.

## Distribució geogràfica
Es troba a Sud-àfrica: conca del riu Clanwilliam-Olifants.